# 門司市
門司市（もじし）は、福岡県北東部にかつてあった市。市域は企救半島の大半の地域を占めている。
北九州の玄関口として門司港を中心に産業が発展していた。1963年（昭和38年）2月10日に八幡市、戸畑市、小倉市、若松市と合併して北九州市となり消滅した。
北九州市が1963年（昭和38年）4月1日に政令指定都市に昇格した際、旧門司市域は行政区の一つである門司区となった。

## 歴史

### 文字ヶ関村の成立
豊前国であった門司市の前身である文字ヶ関村は、1889年（明治22年）、町村制施行に伴って、楠原郷の田野浦村（明治20年、田野浦町を合併）、門司村（明治20年、楠原村を合併）、柳郷の小森江村の3村が合併して成立した。当時の戸数は570戸、人口は3060人であった。役場は、中央の旧門司村に設けられた。企救郡、旧小倉藩領に属し、廃藩置県後は日田県、小倉県を経て1876年（明治9年）以降は福岡県に属していた。
なお、合併後の村名については、当初、門司村としようとしていたが、田野浦村から異議があり、文字ヶ関村となった。
| 合併前の村名 | 合併前の村名 | 明治22年当時の人口 | 現在の地域 |
| ------------ | ------------ | ------------------ | --- |
| 田野浦村     | 田野浦村     | 1,115              | 門司区田野浦1-3丁目、鳴竹1-2丁目、大久保2-3丁目、清見3-4丁目、新開、田野浦海岸、太刀浦海岸、田野浦 |
| 門司村       | 旧門司村     | 1,687              | 門司区本町、栄町、錦町、老松町、東本町1-2丁目、浜町、港町、東港町、旧門司1-2丁目、門司 |
| 門司村       | 旧楠原村     | 1,687              | 門司区庄司町、東門司1-2丁目、清見1-4丁目、畑田町、大久保1-3丁目、法師庵、花月園、上本町、谷町1-2丁目、長谷1-2丁目、丸山1-4丁目、丸山吉野町、丸山町、清滝1-4丁目、元清滝、広石1-2丁目、西海岸1-3丁目、葛葉1-2丁目、風師1-3丁目 |
| 小森江村     | 小森江村     | 258                | 門司区小森江1-3丁目、南本町、大里元町、矢筈町、羽山1-2丁目、片上町、片上海岸、二タ松町、風師2-4丁目、葛葉1-3丁目、北川町、小森江、西海岸3丁目                                                                                 |

文字ヶ関村の成立とともに、大里地区には柳ヶ浦村、企救半島の周防灘側には東郷村と松ヶ江村が成立した。

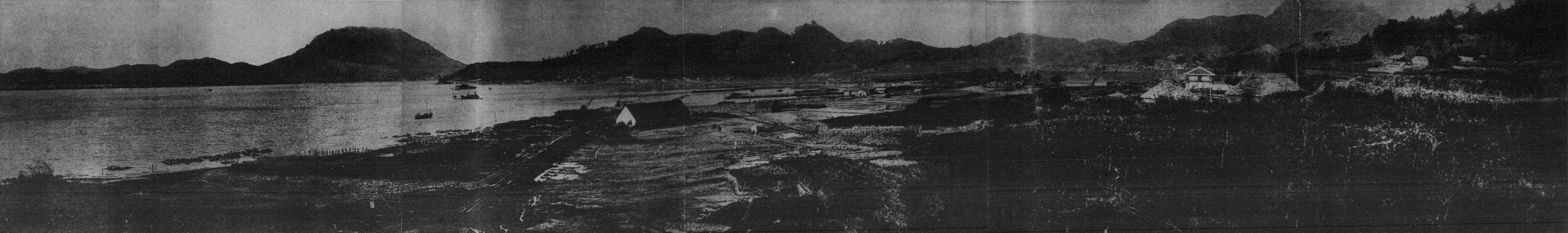
1889年（明治22年）頃の文字ヶ関村。塩田が広がる寒村であったが、築港作業が始まり、鉄道レールが敷設中である。

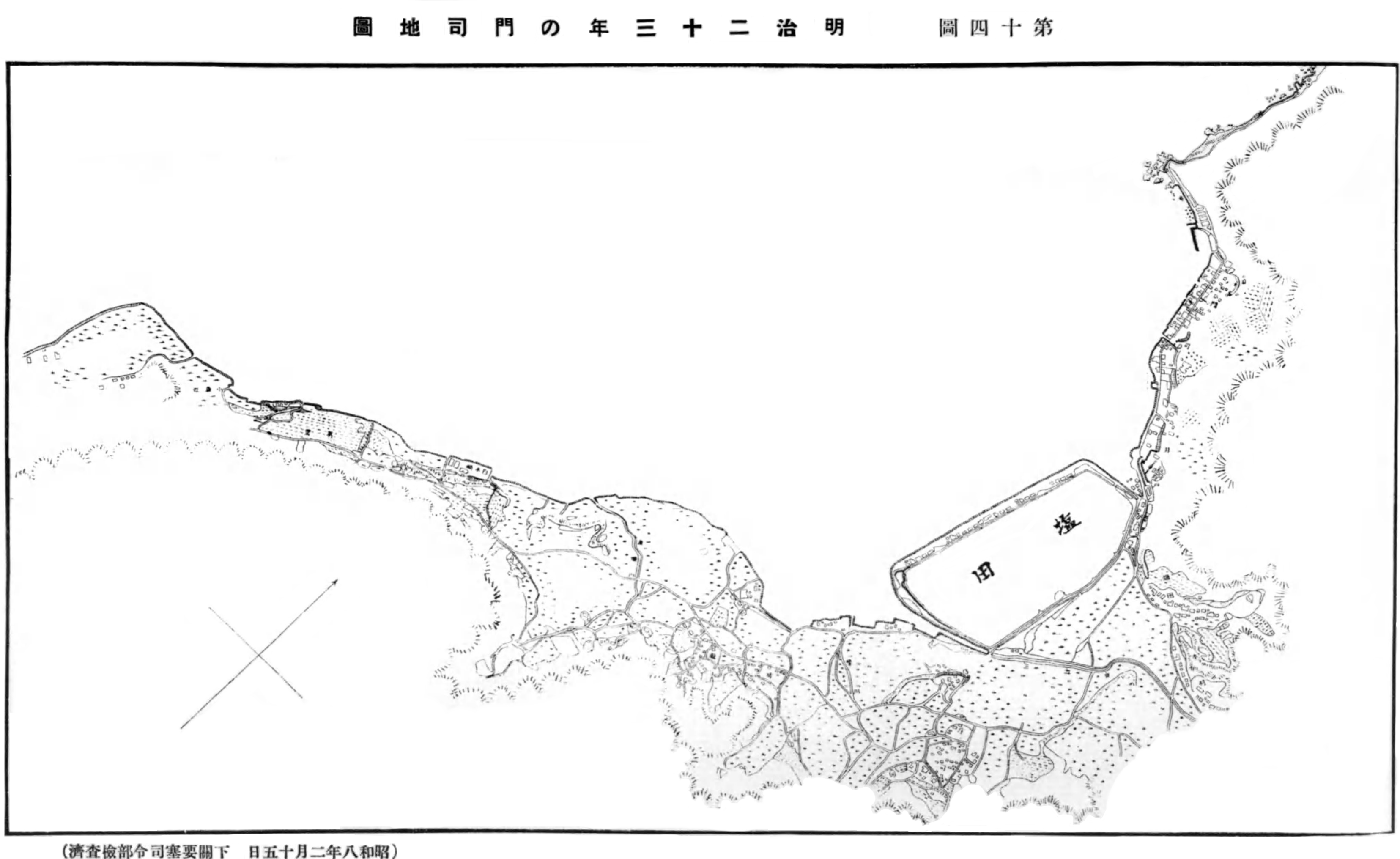
1890年（明治23年）当時の門司地図。

当時の文字ヶ関村は、塩田が広がる漁村であった。しかし、1888年（明治21年）に九州鉄道が設立されて1891年（明治24年）に門司駅（現門司港駅）が開業し、九州鉄道の本社も博多から門司に移転した。また、1889年（明治22年）には、門司築港会社による門司港の埋立てと船溜りの建設が始まるとともに、国の特別輸出港に指定され、石炭、硫黄、米、麦、小麦粉の5品目の取扱いを許された。これにより、門司港は、筑豊から鉄道で運ばれた石炭を輸出する港として急速に発展した。

### 門司町への改称
文字ヶ関村の人口は、1889年（明治22年）には3130人であったが、1893年（明治26年）には8182人、1894年（明治27年）には1万0077人にまで増大した。特に、仲仕と呼ばれる港湾労働者が増加したが、上下水道、道路、住居、衛生、納税など、都市基盤整備が立ち遅れ、村政は混乱していた。そのような中、1894年（明治27年）6月、本町1丁目に役場の新築が着工され、7月26日の福岡県知事告示によって、文字ヶ関村は門司町と改称された。
門司町となった2日後に日清戦争が開戦し、1895年（明治28年）4月、下関（赤間関市）で講和条約が締結された。この日清戦争の間に、門司・下関両港は要衝の港として更に発展した。『門司新報』は、1896年（明治29年）1月の記事で、「今や六年前の漁村蟹屋たりし門司浦は全たく旧形を一変して四通八達の一市街と化し、更らに進んで開港場となり、市とならんとするに至りたり。」と書いている。
この頃、山口県赤間関市と門司町との合併論が唱えられ、1896年（明治29年）2月の『門司新報』では、山口県から内務省に門司併合の申請があったと報じられた。しかし、赤間関市政の混乱もあり、合併論は沈静化した。
1897年（明治30年）、門司町長前田益春が病気を理由に辞任すると、門司町会は、前田前町長を、町長当時の報酬を保障する名誉助役に推薦し、郡長を新町長に推挙するとともに、町長の年俸を480円から1200円に引き上げようとした。これに対し、町政の根本的改革を主張する改革派が反対運動を起こし、町会派と改革派の対立によって町役場の事務は停滞した。結局、前田前町長を名誉助役にする件は県の認可が得られず、両派の妥協により、臨時町会で後藤章臣前郡長を選出し、年俸は800円とした。

### 市制施行（門司市の成立）
1898年（明治31年）には、門司町の人口は2万5280人にまで増加した。10月3日、市制施行建議案論議のための臨時町会が開かれ、満場一致で、内務大臣に市制施行申請を提出することを議決した。申請書では、その理由として、急激な都市化への対応が必要であること、郡費負担が重く、これを都市形成に振り向ける必要があることを挙げている。その結果、同年12月28日、内務省告示第135号により、翌1899年（明治32年）4月1日より企救郡門司町を市とすることとされた。曽我部道夫福岡県知事は、明治32年2月、門司を市制地の資格ありと認定して上申した理由について、「外国交通の要路に当れる門司港は国を代表すべき地位にあるものとして斯く急に市制を施行する事とな」した、内務大臣もこの点に着目して告示を発したと説明している。4月1日、市制が施行されると、門司町長後藤章臣が福岡県知事から門司市事務取扱を命じられ、当分の間、門司町役場跡を市役所に充てることとされた。4月22日には、門司市制実施祝賀会が行われた。
5月31日に門司市会議員の二級選挙（二級議員15人を選出する選挙）、6月1日に一級選挙（市の直接納税額の79％を納める九州鉄道会社を選挙人として一級議員15人を選出する選挙）が行われたが、門司協会、門司同志会、田の浦協会、栄倶楽部といった政治団体が激しく争い、憲兵や巡査も取締りに乗り出した末、二級議員15人中14人を門司同志会が占めた。次いで7月3日の市会で市長候補者を選出することとなった。当初は九州鉄道会社社長らに推され門司同志会の支持も得ていた松田和十郎に大勢が決していると思われたが、新たに組織された門司倶楽部が広沢哲郎を担ぎ、広沢派の示威運動に松田派が憤慨して市会を欠席するという異常事態の中、広沢が第1回選挙で市長候補者に選出された。広沢の市長就任は8月10日に内務大臣の裁可を得、8月18日に就任となった。その後、助役、市参事会、各区区長が置かれるなど、市の機関が一応成立したが、市長選挙のしこりから、区長・区長代理の多数が辞表を提出したり、市会に市長・助役・市参事会不信任建議案が提出されたりして、波乱のスタートとなった。

### 都市基盤の整備
1908年（明治41年）、広石に門司市役所庁舎が建設された。
門司市は、土木工事として、水道工事と門司港修築工事に力を入れた。人口が増加する一方で、飲料水が乏しかったため、企救郡中谷村大字頂吉を水源として、最初の工事は1909年（明治42年）に着手し、1911年（明治44年）に一部給水開始、1912年（明治45年）に竣工した。頂吉に貯水池、小森江の山腹に浄水場を設けた。その後も拡張工事が重ねられた。
門司港修築工事については、1916年（大正5年）以降、大蔵省の予算で、東海岸の埋立て・岸壁の築造、防波堤の築造、上屋2棟の建築が行われ、1917年（大正6年）以降、門司市の予算で、旧門司沿岸の埋立て、岸壁・防波堤の築造工事が行われた。しかし、水深が限られており、岸壁には小船しか係留できないという問題があったことから、1919年（大正8年）から、内務省直轄工事として修築工事が行われ、1931年（昭和6年）3月に概ね竣工した。
また、市制施行以前に引き続く第2期の市区設計として、明治35年から大正初期にかけて、庄司町、畑田町、清滝、小森江などで、河川、橋梁、道路新設の工事が行われた。1923年（大正12年）5月には門司市が都市計画法の施行地に指定された。

### 大正時代の門司市

大正時代の門司市の地図。

1914年（大正3年）には、門司港に入港する汽船トン数が神戸港や横浜港をしのいで全国1位となるなど、門司市は貿易港として繁栄した。また、門司港地区の桟橋通り周辺には、多くの銀行や商社が集まり、道路にはガス灯がともり、「一丁倫敦」と呼ばれた。
桟橋通りや西本町付近は、門司築港第1期工事（明治24年竣工）で埋め立てられた地域、東本町は、第2期工事（明治30年竣工）で塩田を埋め立てた地域であり、埋立地内には、銀行・商社が集まる金融街のほかにも、カフェ、西洋料理店、遊郭などが集まる歓楽街が形成された。市内を九州電気軌道の路面電車（北九州線）が走り、市民の足として親しまれた。東本町の埋立地の周辺には、第1船溜りと第2船溜りを結ぶ幅12メートルほどの水路（堀川）が設けられていた。堀川には、沖仲仕（港湾労働者）を沖の本船に送る多数の小舟が出入りしていたが、次第に汚れが目立ち始め、1933年（昭和8年）に埋め立てられて道路となった。
他方、沖仲仕らの生活は厳しく、路地裏には、木賃宿や粗末な納屋が立ち並んでいた。沖仲仕らの不満もあって、1918年（大正7年）の門司の米騒動は大規模化し、小倉第12師団が出動して鎮圧する事態となった。

### 市域の拡大
第1次世界大戦後、各地で工場の進出や宅地開発によって既成市街地が狭くなり、近隣町村が発展・市街地化したこと、郡制廃止（1923年（大正12年）施行）により町村の担う業務が大きくなったことを背景に、町村の市編入が相次いだ。
その嚆矢となったのが、大里町の門司市への編入であった。大里町には、大里製糖所、大里製粉所、帝国麦酒、大里酒精製造所など、鈴木商店系の工場が次々設立されていた。大里町と門司市との経済的・人的交流が進むにつれ、合併の機運が高まり、1921年（大正10年）、門司市会から10名、大里町会からも町会議員10名が合併調査員として嘱託され、合併交渉が始まった。1922年（大正11年）5月18日、門司市会と大里町会で、大里町の地域全部を門司市に編入する旨の議案を可決した。内務省の承認、知事の許可告示を経て、1923年（大正12年）2月1日、大里町の門司市編入が完了した。

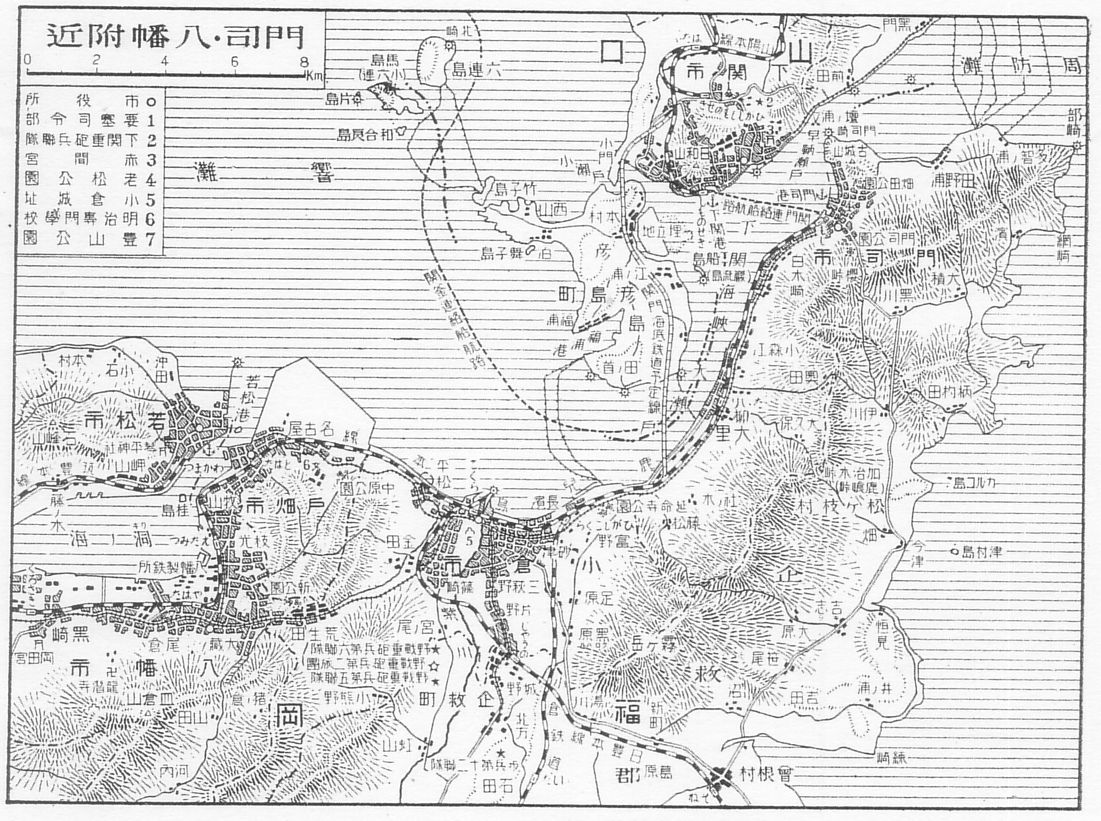
1930年（昭和5年）頃の門司周辺地図。門司市は大里町と東郷村を合併しており、周防灘側の企救郡松ヶ江村はまだ独立している。

次いで、1914年（大正3年）に初代桜トンネルが開通し、門司市と東郷村との行き来が容易になったことを背景に、1927年（昭和2年）、東郷村との合併協議が始まり、1929年（昭和4年）9月4日、合併に関する協定が結ばれた。同月9日、馬場一衛門司市長が、東郷村を門司市に編入する旨の議案を市会に提出し、満場一致で可決された。11月1日、東郷村の門司市編入が完了した。この編入には、当時多くの町村が直面していた財政上の窮迫状態の緩和という意味が大きかった。

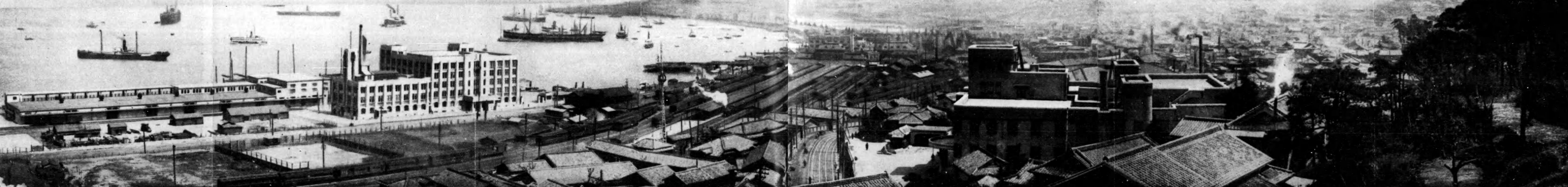
1933年（昭和8年）頃の門司市。

郡制廃止後の市町村合併は1931年（昭和6年）までに一段落したが、その後、1937年（昭和12年）から、戦時体制が進行する中、膨張する中心市街への資材・労力・食料などの供給のため、第2の市町村合併の波が訪れた。門司市と松ヶ江村との間でも、1937年（昭和12年）ないし1938年（昭和13年）頃から合併の声が上がり、合併交渉が始まった。門司市としては、将来の発展のために、市域を拡大する必要があり、また、太平洋戦争直前期において、防空などの軍事上の観点からも、東部に長い海岸線を持つ松ヶ江村と合併することは望ましかった。合併交渉に時間を要したが、1941年（昭和16年）に入ると、松ヶ江村の中に一部あった時期尚早論も消え、市・村の協議会で協定事項について合意するに至った。1942年（昭和17年）2月11日の紀元節、市・村合併委員会は協定事項の調印を行い、3月27日、門司市会・松ヶ江村会ともに合併申請を満場一致で可決した。5月15日、編入合併が発効した。
| 明治22年以前                                 | 明治22年4月1日 町村制施行 | 廃置分合              | 廃置分合               | 廃置分合                        | 廃置分合                        | 廃置分合                           | 新市                              |
| -------------------------------------------- | ------------------------- | --------------------- | ---------------------- | ------------------------------- | ------------------------------- | ---------------------------------- | --------------------------------- |
| 小森江町・門司村・田野浦村                   | 文字ヶ関村                | 明治27年8月1日 門司町 | 明治32年4月1日 門司市  | 門司市 大正12年2月1日大里町編入 | 門司市 昭和4年11月1日東郷村編入 | 門司市 昭和17年5月15日松ヶ江村編入 | 昭和38年2月10日北九州市（門司区） |
| 柳ヶ浦村                                     | 柳ヶ浦村                  |                       | 明治41年12月1日 大里町 | 門司市 大正12年2月1日大里町編入 | 門司市 昭和4年11月1日東郷村編入 | 門司市 昭和17年5月15日松ヶ江村編入 | 昭和38年2月10日北九州市（門司区） |
| 大積村・白野江村・黒川村・喜多久村・柄杓田村 | 東郷村                    |                       |                        |                                 | 門司市 昭和4年11月1日東郷村編入 | 門司市 昭和17年5月15日松ヶ江村編入 | 昭和38年2月10日北九州市（門司区） |
| 猿喰村・畑村・今津村・吉志村・恒見村・伊川村 | 松ヶ江村                  |                       |                        |                                 |                                 | 門司市 昭和17年5月15日松ヶ江村編入 | 昭和38年2月10日北九州市（門司区） |

### 戦前から太平洋戦争
門司市は、北九州工業地帯を構成していること、門司港という枢要な港を要していたことから、軍事攻撃の標的となった。1944年（昭和19年）6月16日の第1回空襲から1945年7月21まで9回罹災し、罹災面積は34万9000坪、罹災人口は1万8902人、罹災戸数は4436戸、死者は110人、負傷者は217人に上った。多くの建物が空襲で焼失したほか、機雷により関門海峡が封鎖された。

### 戦後
門司市は、1945年（昭和20年）11月、指定戦災都市となり、戦災復興事業に取り組むこととなった。
1946年（昭和21年）9月、戦後第1回の地方制度改革が行われ、市長は、内務大臣による選任から、住民による直接選挙制に変わった。今までの市長は辞任し、吉田多一が臨時市長代理・市長職務代理者に就任した。1947年（昭和22年）4月5日の統一地方選挙により、中野真吾が初の公選市長として選任された。
門司市の機構は、終戦直後は15課39係であったが、1951年（昭和26年）11月、部制をとるようになり、5部19課1所53係へと大幅な機構改革が行われた。

### 五市合併
- 1963年2月10日 - 八幡市、戸畑市、小倉市、若松市と合併して北九州市となり消滅。
- 1963年4月1日 - 北九州市の政令指定都市昇格に伴い旧市域が門司区となる。

## 人口
- 1920年　 72,111
- 1925年　 95,087
- 1930年　108,130
- 1935年　121,611
- 1940年　138,997
- 1945年　 94,229
- 1947年　109,567
- 1950年　124,399
- 1955年　145,027
- 1960年　152,081

## 行政

### 歴代市長
| 代   | 氏名       | 就任日                     | 退任日                     | 備考         |
| 官選 | 官選       | 官選                       | 官選                       | 官選         |
| ---- | ---------- | -------------------------- | -------------------------- | ------------ |
| -    | 後藤章臣   | 1899年（明治32年）4月1日   | 1899年（明治32年）月日不明 | 臨時市長代理 |
| 1    | 広沢哲郎   | 1899年（明治32年）8月10日  | 1902年（明治35年）2月22日  |              |
| 2    | 田代郁彦   | 1902年（明治35年）6月24日  | 1908年（明治41年）1月29日  |              |
| 3    | 永井環     | 1908年（明治41年）7月24日  | 1914年（大正3年）7月23日   |              |
| 4    | 永井環     | 1914年（大正3年）8月22日   | 1918年（大正7年）8月21日   |              |
| 5    | 高岡直吉   | 1918年（大正7年）11月18日  | 1922年（大正11年）11月17日 |              |
| 6    | 吉川孝一   | 1923年（大正12年）3月12日  | 1926年（昭和元年）12月26日 |              |
| 7    | 馬場一衛   | 1927年（昭和2年）6月24日   | 1931年（昭和6年）6月23日   |              |
| 8    | 後藤多喜蔵 | 1931年（昭和6年）12月18日  | 1935年（昭和10年）12月17日 |              |
| 9    | 後藤多喜蔵 | 1936年（昭和11年）2月3日   | 1937年（昭和12年）8月7日   |              |
| 10   | 阿部嘉七   | 1937年（昭和12年）12月24日 | 1941年（昭和16年）12月23日 |              |
| 11   | 阿部嘉七   | 1941年（昭和16年）12月24日 | 1945年（昭和20年）12月23日 |              |
| 12   | 阿部嘉七   | 1945年（昭和20年）12月24日 | 1946年（昭和21年）11月8日  |              |
| 公選 |            |                            |                            |              |
| 13   | 中野真吾   | 1947年（昭和22年）4月6日   | 1951年（昭和26年）4月4日   |              |
| 14   | 中野真吾   | 1951年（昭和26年）4月23日  | 1955年（昭和30年）5月1日   |              |
| 15   | 柳田桃太郎 | 1955年（昭和30年）5月2日   | 1959年（昭和34年）5月1日   |              |
| 16   | 柳田桃太郎 | 1959年（昭和34年）5月2日   | 1963年（昭和38年）2月9日   |              |

### 国の機関
1962年（昭和37年）頃に門司市にあった国の主な機関は、次のとおりである。
法務省
- 福岡法務局小倉支局門司出張所
- 下関入国管理事務所門司港出張所
- 門司区検察庁

大蔵省
- 門司税関
- 門司税務署
- 厚生省
- 門司検疫所

農林省
- 門司植物防疫所
- 動物検疫所門司支所
- 福岡食糧事務所門司出張所

通商産業省
- 福岡通商産業局関門通商事務所
- 門司輸出品検査所
- アルコール門司駐在所

運輸省
- 九州海運局
- 第四港湾建設局門司工事事務所
- 第七管区海上保安本部
- 門司海上保安部
- 門司地方海難審判庁
- 門司地方海難審判理事所

郵政省
- 門司郵便局
- 門司港郵便局
- 熊本鉄道郵便局門司通信部
- 広島鉄道郵便局門司乗務員事務室

労働省
- 門司労働基準監督署

裁判所
- 門司簡易裁判所

### 県の機関
昭和37年頃の県の主要行政機関は次のとおり。
- 門司財務事務所
- 門司保健所
- 門司公共職業安定所
- 門司港労働公共職業安定所
- 門司砂防事務所
- 門司警察署
- 門司水上警察署

## 主な医療機関
- 社会保険門司市民病院[55]
- 門司鉄道病院[56]
- 日本海員掖済会門司病院[56]
- 門司労災病院[56]

## 交通

### 鉄道
- 日本国有鉄道
  - 鹿児島本線：門司港駅 - 門司駅
  - 山陽本線：門司駅
- 西日本鉄道（西鉄）
  - 北九州本線

現在は旧市域に小森江駅が存在するが、当時は未開業。

### 道路
- 国道2号
  - 関門トンネル
- 国道3号

### 航路
- 門司 - 下関間を結ぶ関門連絡船・関門汽船・関門海峡汽船があった。

## 姉妹都市
門司市は、1959年7月14日、アメリカ合衆国バージニア州ノーフォークと姉妹都市を締約した。その発端は、1958年（昭和33年）、大阪商船のほのるる丸の処女航海に門司市長が門司の風師人形を贈ったところ、同船がノーフォーク港に入港した際、風師人形のことが当地の新聞に取り上げられ、これを見たノーフォーク市長がノーフォーク市の象徴であるロイヤルメイス（王杖頭）の複製とメッセージを当時の門司市に贈ったというものであった。